# Рифф, Давид
Дави́д Рифф (англ. David Riff; 2 июня 1975) — критик, теоретик и практик современного искусства.

## Биография
Давид Рифф родился в Лондоне 2 июня 1975 года, вырос в Германии и США. Учился в Государственном Университете в Нью-Йорке, где изучал культурную антропологию и историю искусства, и в Рурском Университете в Бохуме. Автор двух монографий по советским нонконформистам, Вадиму Сидуру и Владимиру Янкилевскому. С 2002 года живёт между Берлином и Москвой.
С 2003 года Давид Рифф выступал участником группы «Что делать?» С 2003 по 2008 работал соредактором газеты «Что делать?» Член редколлегии «Художественного журнала». Участник Группы учебного фильма.
В 2006 году Давид Рифф основал группу философов, активистов и художников The Karl Marx School of the English Language. Группа в итоге стала арт-проектом, показанным Дмитрием Гутовым на 52-й Венецианской Биеннале.
В Московской школе фотографии и мультимедиа имени Родченко преподаёт курс «История современного искусства». Работает редактором художественной секции портала о современном искусстве OpenSpace.ru с 2007 года.
В феврале 2012 года назначен членом комиссии Ассамблеи в Бергене — 2013.